# Club Atlético Rentistas
O Club Atlético Rentistas é um clube de futebol uruguaio com sede na cidade de Montevidéu. A equipe disputa a primeira divisão do Campeonato Uruguaio.

## Títulos
- ´Campeonato Uruguaio (Apertura): 1 (2020)[1]
- Campeonato Uruguaio - 2ª Divisão: 4 (1971, 1988, 1996, 2011)
- Campeonato Uruguaio - 3ª Divisão: 1 (1966)
- Campeonato Uruguaio - 4ª Divisão: 3 (1949, 1957, 1963)